# Harvard Graphics

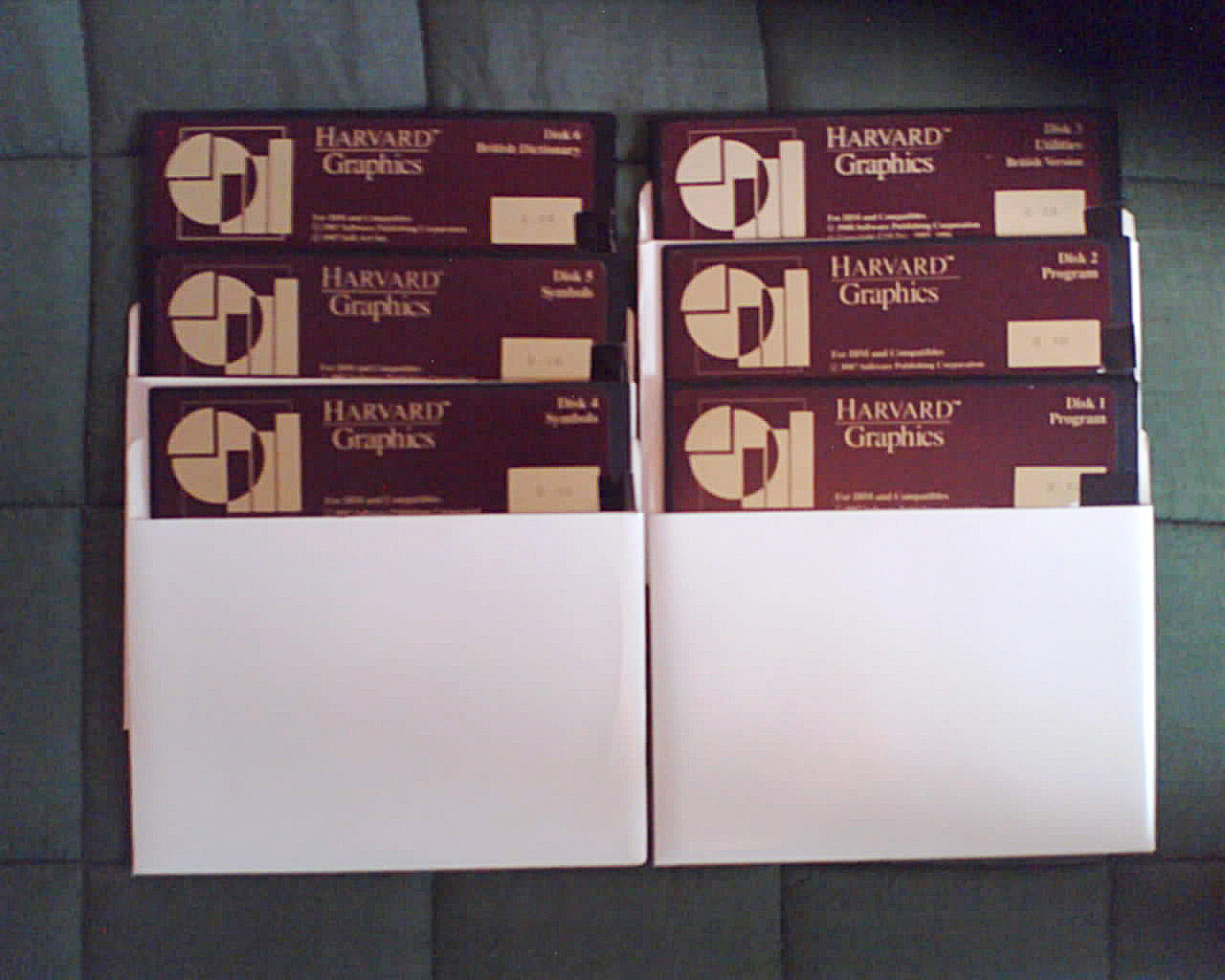
Disquetes Harvard Graphics.

Harvard Graphics es un programa de presentaciones

## Historia
Harvard Graphics, Inc. lanzó en 1986 su primera versión, conocida como Harvard Presentation Graphics. Fue una de las primeras aplicaciones informáticas que permitían a los usuarios incorporar texto, gráficos y diagramas de flujo dentro de presentaciones en forma de diapositivas. Durante la década de 1990, Harvard Graphics comenzó gradualmente a perder peso en el mercado, en parte a raíz de la presencia de Microsoft PowerPoint. En 2001, Serif compró los derechos del programa, asumiendo así responsabilidades de soporte al producto.

## Actualidad
Harvard Graphics, por el momento no tiene actualizaciones para sistema operativo de Windows con plataforma de 64 bits y con versiones de Windows 7/8.1/10, este programa ha dejado de recibir actualizaciones, por lo visto parece ser que ser que sus creadores no seguirán con el mantenimiento de dicho programa, y la raíz puede ser que la implementación del paquete de Microsoft Office, en los sistemas operativos de Windows, ya que estos también presentan una manera fácil y compacta para la creación de gráficos, acordes a las expectativas de los usuarios que cada día exigen la mejora en las tecnologías que facilitan, prácticamente su estilo de vida.
Por el momento Harvard Graphics, seguirá implementadose en versiones de Windows con plataforma de 32 bits, esperando que sus creadores puedan reactivar el programa, que para muchos es una excelente aplicación para la creación de gráficos, con una gama de opciones contribuyentes a la creación de la visión gráfica de los datos.
Si tu computador tiene arquitectura x64, podrías montar una máquina virtual, como ser Oracle VM VirtualBox, donde puedes ejecutar Windows con arquitectura x86 y de esa manera deberá ejecutar el Harvard Graphics, seguidamente puedes trabajar con gráficos con atributos propiamente de este programa.